# Félix Vicq d’Azyr

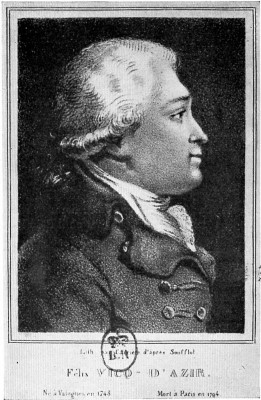
Félix Vicq d’Azyr, vor 1747

Félix Vicq d’Azyr, auch Félix Vicq-d’Azyr (* 23. April 1748 in Valognes; † 20. Juni 1794 in Paris), war ein französischer Arzt, vergleichender Anatom sowie Epidemiologe und einer der bedeutendsten Neuroanatomen seiner Zeit.

## Leben und Wirken
Félix Vicq d’Azyr war der Sohn des Arztes Jean-Félix Vicq, Sieur de Valemprey, und dessen Ehefrau Catherine Lechevalier. Er ging in Valognes zur Schule und begann anschließend in Caen, Philosophie zu studieren. Ein Studienkollege aus dieser Zeit war Pierre-Simon Laplace. 1765 ging er nach Paris, um Medizin zu studieren. Um 1770 besuchte er Kurse am Jardin du Roi. Vor allem der Chirurg Antoine Petit und der Naturforscher Louis Jean Marie Daubenton beeinflussten ihn.
Im Jahre 1773 begann d’Azyr eine Reihe von Vorträgen über die menschliche und tierische Anatomie an der Medizinischen Fakultät in Paris. Im Jahre 1774 erhielt er dort seinen medizinischen Abschluss, wurde promoviert und aufgrund seiner hervorragenden Beiträge zur vergleichenden Anatomie zum Mitglied der Académie des sciences gewählt. 1775 wurde er zum ständigen Sekretär der Société de médecine gewählt. 1788 nahm man ihn als Nachfolger von Georges-Louis Leclerc de Buffon in die Académie française auf.
Vicq d’Azyr war Professor am Jardin du Roi und unterrichtete an der École vétérinaire d'Alfort. Er war superintendant für Tierseuchen.
Er machte zahlreiche Entdeckungen auf dem Gebiet der Anatomie. Als Leibarzt von Marie-Antoinette war sein Leben im Verlauf der Französischen Revolution in Gefahr.

## Wissenschaftliche Leistungen
Folgende Entdeckungen und Erfindungen gehen u. a. auf Vicq d’Azyr zurück:
- Koniotomie (Spaltung des Ligamentum cricothyreoideum in der Quere; vor 1778)[2]
- Vicq-d’Azyr-Streifen der Area striata (1781)
- Vicq-d’Azyr-Bündel (Fasciculus mamillothalamicus)
- Locus caeruleus (1786)
- Nucleus ruber (1805)
- Arbeiten zum Aufbau des Rückenmarks

Eine Rinderpest-Epidemie wütete im Jahre 1774 in Guyenne im Südwesten Frankreichs. 1775 bereiste er die Region, um bei der Bekämpfung der Rinderseuche mitzuwirken. Nach seiner Rückkehr nach Paris verfasste er etliche Schriften mit prophylaktischen Vorschlägen, die dann letztlich zur Bekämpfung beitrugen.
Am bekanntesten sind seine hirnanatomischen Arbeiten. Als einer der ersten Anatome verwendete er zur Beschreibung präparierter Gehirne auch Frontalschnitte; diese werden auch als koronale oder koronare Schnitte bezeichnet. Zur Härtung des Gewebes benutzte er alkoholische Lösungen. Er beschrieb im Jahre 1786 den Locus caeruleus und die Substantia nigra im Gehirn und den Vicq d’Azyr-Streifen (siehe Occipitallappen, ein Faser-System in der Sehrinde zwischen der externen Körnerschicht und der äußeren Schicht der Pyramidenzellen in diesem Teil der Großhirnrinde), sowie den nach seinem Namen auch als „Vicq-d’Azyr-Bündel“ bezeichneten Fasciculus mamillothalamicus. Seine systematischen Untersuchungen der Gehirnwindungen (= Gyri) wurden zu einem Klassiker. d’Azyr war einer der ersten Neuroanatomen, der ihnen Namen gab. Er studierte die tiefen grauen Kerne der Großhirnrinde und die Basalganglien.
Vicq d’Azyr steht auch für Priorität der Entdeckung des Zwischenkieferbeins (Praemaxillare). Johann Wolfgang von Goethe nahm für sich in Anspruch, den bei den übrigen Wirbeltieren bereits bekannten Zwischenkieferknochen – 1784 gemeinsam mit Justus Christian Loder im Anatomieturm zu Jena – als erster entdeckt zu haben. Als Goethe im Frühjahr 1784 dies im Überschwang Johann Gottfried von Herder schriftlich mitteilte, war ihm offensichtlich nicht bekannt, dass d’Azyr kurz zuvor schon die gleiche Entdeckung gemacht und sie in einer ausgedehnten, vergleichend-anatomischen Betrachtung besprochen hatte.

## Ehrungen
Vicq d’Azyr war Mitglied in zahlreichen wissenschaftlichen Gesellschaften:
- École nationale vétérinaire d’Alfort. 1766
- Académie des sciences. 1774.
- Société royale de médecine, 1775, deren Sekretär er war
- Académie française, 1788.
- Deutsche Akademie der Naturforscher Leopoldina, 1791[4]
- Académie de médecine

## Schriften (Auswahl)
- Exposé des moyen curatifs et préservatifs qui peuvent être employés contre les maladies pestilentielles des bêtes à cornes. Paris 1776.
- als Co-Autor: Encyclopédie méthodique. Medecine. Panckoucke, 1787
- mit J. H. Cloquet: Systême anatomique. Panckoucke Agasse, 1792–1830
- Traite d’Anatomie de Cerveau. 1786
- An lui venereae Sublimatum corrosium ? D.O.M. de quaestio medica (auctore M. Guilbert a. 1765), quod liberatiis disputationibus, mane discutienda in scholis medicorumetic ; Jovis 27 mensis Januaris, A.D. 1744 ; Valognes, Constantin, 1774
- Observations sur les moyens que l’on peut employer pour préserver les animaux sains de la contagion et pour en arrêter les progrès. Bordeaux : Impr. de M. Racle, 1774, in-12, 108 p.
- Instructions sur la manière de désinfecter les cuirs des bestiaux morts de l’épizootie et de les rendre propres à être travaillés dans les tanneries sans y porter la contagion. Paris : Impr. royale, 1775, in-4°, 6 p., et Lille : Impr. de N.-J.-B. Peterinck-Cramé, 1775, in-4°, 4 p.
- Recueil d’observations sur les différentes méthodes proposées pour guérir la maladie épidémique qui attaque les bêtes à cornes, sur les moyens de la reconnaître par-tout où elle se pourra manifester, et sur la manière de désinfecter les étables. Paris : Impr. royale, 1775, in-4°, 35 p.
- Exposé des moyens curatifs et préservatifs qui peuvent être employés contre les maladies pestilentielles des bêtes à cornes, divisé en trois parties. La première contient les moyens curatifs. On y compare les maladies des hommes avec celles des bestiaux. La seconde renferme les moyens préservatifs. La troisième comprend les ordres émanés du Gouvernement : on y a joint les principaux édits et règlemens de Pays-Bas, relativement à la maladie épizootique, et le mandement de Mgr. l’archévêque de Toulouse, sur le même sujet. Publié par ordre du Roi, Paris : chez Mérigot l’aîné, 1776, in-8°, XVI-728 p.
- Nouveau plan de conduite pour détruire entièrement la maladie épizootique. Paris, et Lille : Impr. de N.-J.-B. Peterinck-Cramé, mars 1776, in-4°, 4 p.
- La médecine des bêtes à cornes, publiée par ordre du gouvernement. Paris, 1781, 2 vol. in-8° (recueil de ses travaux sur les épizooties)
- Traité d’anatomie et de physiologie, avec des planches colorées représentant au naturel les divers organes de l’homme et des animaux. Paris : Impr. de Franç. Amb. Didot l’aîné, et chez Mme Huzard, 1786, grand in-folio, [8]-123-[3]-111 p.
- als Co-Autor: Instruction Sur la manière d’inventorier et de conserver, dans toute l’étendue de la République, tous les objets qui peuvent servir aux arts, aux sciences et à l’enseignement, proposée par la Commission temporaire des Arts, et adoptée par le Comité d’Instruction publique de la Convention nationale. Paris, an second de la République [1793].

## Werkausgaben
- Jacques L. Moreau (Hrsg.): Oeuvres De Vicq-D’Azyr. Duprat-Duverger, Paris 1805, 6 Bände (Band 1, Band 2, Band 3, Band 4, Band 5, Band 6).